# 宜春镇
宜春镇，原江西省宜春县县治，1979年10月8日国务院批撤销宜春镇，并将附近16个大队一同组成县级宜春市，即现在地级宜春市城区。